# آلبرت‌ویل (ویسکانسین)
البرتویل، ویسکانسین (به انگلیسی: Albertville, Wisconsin) یک محدوده ثبت‌نشده در ایالات متحده آمریکا است که در شهرستان چیپوا، ویسکانسین واقع شده‌است.

## خصوصیات
البرتویل ۳۰۶٫۰۲ متر بالاتر از سطح دریا واقع شده‌است.